# Fredrik Josias av Sachsen-Coburg-Saalfeld
Prins Fredrik Josias av Sachsen-Coburg-Saalfeld, född 26 december 1737 i Coburg, död där 26 februari 1815, var en tysk fältherre och kunglighet.

## Biografi
Fredrik Josias var yngre son till hertig Frans Josias av Sachsen-Coburg-Saalfeld. Han deltog som österrikisk officer i sjuåriga kriget (1756–1763) och blev 1773 fältmarskalklöjtnant. I 1788–1791 års krig mot turkarna anförde han galiziska armékåren, segrade i förening med ryssarna under Aleksandr Suvorov vid Focșani (1789) och slog turkiska huvudhären vid Martinsfeste (samma år) samt befordrades till fältmarskalk.
Som Tyska rikets fältherre i Belgien slog han Charles François Dumouriez vid Neerwinden 18 mars 1793, segrade vid Famars (24 maj 1793) och erövrade 1793–1794 städerna Condé-en-Brie, Valenciennes, Le Quesnoy och Landrecies i norra Frankrike. 22 maj 1794 vann han åter seger vid Tournay, men då han, till följd av bristande understöd, 26 juni 1794 blev slagen vid Fleurus samt tvingades utrymma Belgien, nedlade han sitt befäl.

## Bildgalleri

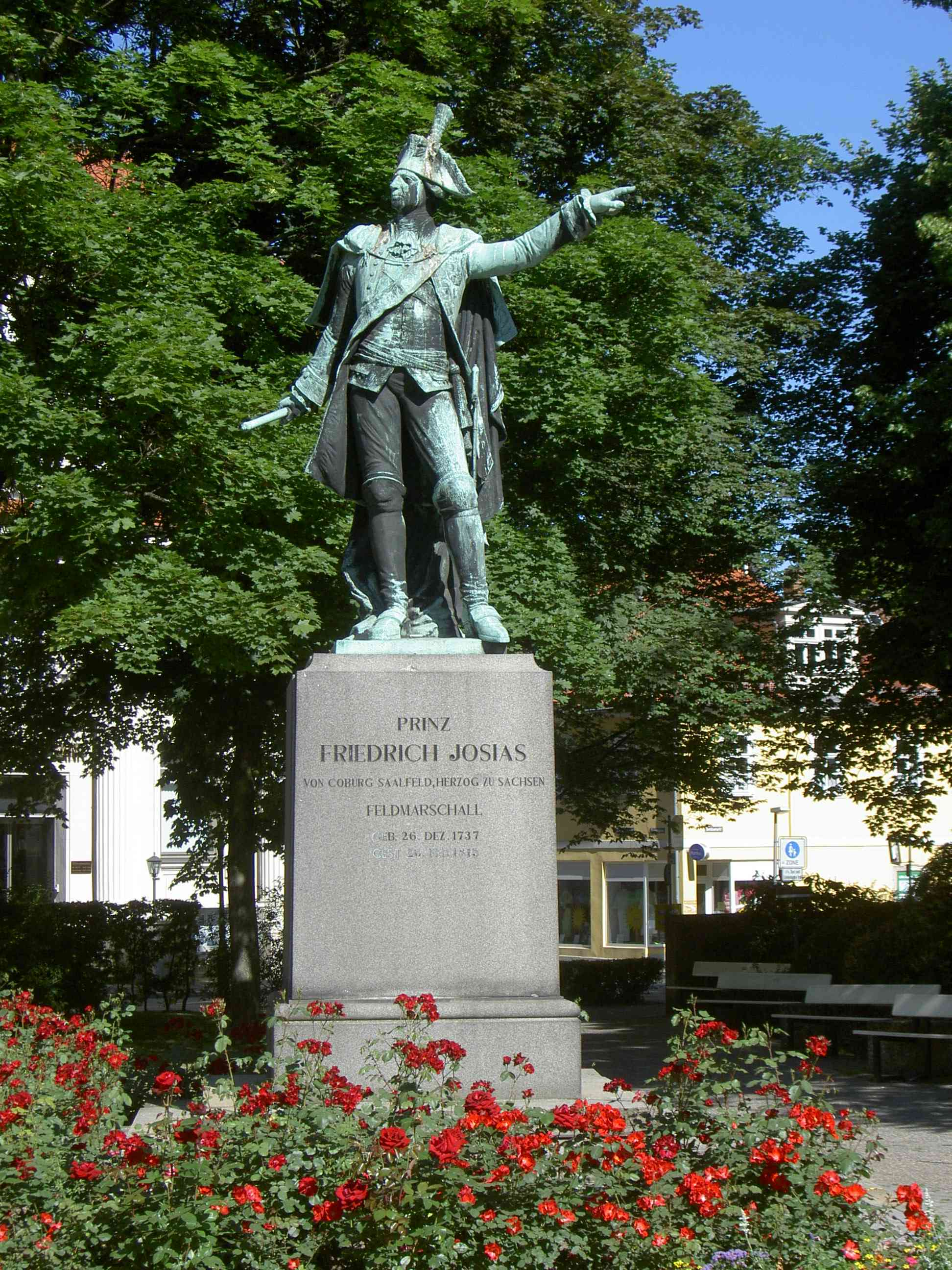
Staty i Coburg.